# Sa Pa
Sa Pa pronunciaciónⓘ o Sapa (forma occidentalizada) es una localidad fronteriza, localizada a unas 5 horas de Hanói, y un distrito de la provincia de Lào Cai en el noroeste de Vietnam. Es una de las principales ciudades con mercado de la zona, donde habitan grupos étnicos como los Hmong, los Dao y los Tay.

Esta ciudad de montaña, que hoy en día es uno de los destinos turísticos más populares de Vietnam, también fue uno de los lugares de descanso favorito de los franceses durante la ocupación de Indochina (1887-1954). Los franceses aprovecharon este puerto montañoso como balneario, buscando recuperarse y refugiarse del calor de las provincias del sur de Vietnam

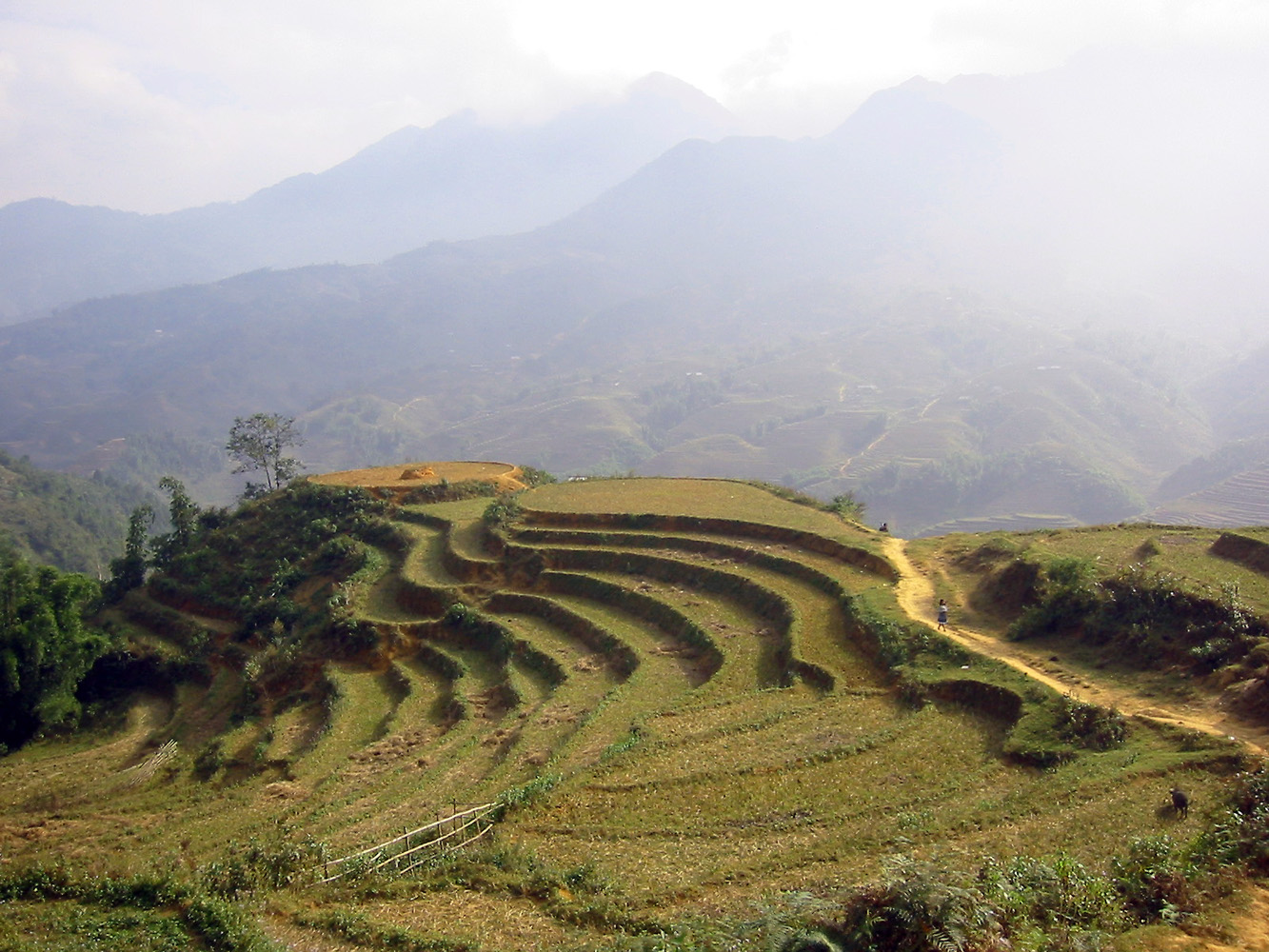
Cultivos en terraza en Sa Pa

## Geografía
Sa Pa se encuentra a unos 1600 metros de altitud. El clima es moderado y lluvioso en verano (mayo-agosto) y nuboso y frío con nevadas ocasionales en invierno.
El valle de Muong Hoa, adyacente a la ciudad de Sa Pa, es famoso por sus impresionantes arrozales

## Economía
Antes de la década de 1990, la economía se basaba en la agricultura de montaña.
Entre 1995 y 2003 el número de turistas ha pasado de 4.860 a 138.622. Como promedio esto supone un 79% de vietnamitas y un 21% de extranjeros.
Entre los mercados más destacados de Sapa y sus alrededores está el de Bac Ha o el de Coc Ly.